# CSB
CSB – pakiet programów do komputerowego wspomagania badań w zakresie chemii organicznej, służący do wspomagania syntezy organicznej (CAOS - computer-assisted organic synthesis).
Pakiet umożliwia przewidywanie produktów przemian chemicznych jakim może podlegać układ złożony z jednej, dwóch, trzech lub czterech rodzajów cząsteczek. Symulacja przebiega zgodnie z naturalnym kierunkiem przebiegu reakcji chemicznych. Najważniejsze cechy CSB to multimodelowość (zaimplementowano cztery różne modele komputerowej symulacji reakcji chemicznych: Ugiego-Dugundjego - wykorzystujący koncepcję matematycznego modelu chemii konstytucyjnej, zdrowego rozsądku (common sense), podobieństwa oraz empiryczny) oraz zdolność do uczenia się.
W zależności od wybranego modelu symulacji CSB może być wykorzystywany do rozwiązywania różnych problemów chemicznych, np. do: wspomagania nauczania chemii w szkołach średnich i wyższych, wspomagania projektów badawczych związanych z opracowaniem nowych syntez i technologii chemicznych, wspomagania badań z zakresu szeroko rozumianej ekologii (np. symulacja rozkładów i kierunków przemian środków ochrony roślin w glebie, symulacji przemian różnych substancji zachodzących w atmosferze, w wodzie oraz w innych specyficznych środowiskach naturalnych i sztucznych), projektowania metod utylizacji produktów ubocznych i odpadów w przemyśle chemicznym i pokrewnych, symulacji przemian metabolicznych leków, wspomaganie badań w zakresie interakcji leków, wspomagania jakościowych oznaczeń analitycznych (np. symulacja bibliotek związków, które mogą być obecne w próbkach materii o znanej historii), prognozowania procesów starzenia materiałów organicznych, odkrywania i weryfikacji mechanizmów reakcji organicznych.
Dodatkowo, CSB jest wyposażony w pakiet programów użytkowych, umożliwiający gromadzenie informacji o reakcjach chemicznych (zakładanie i obsługa baz reakcji chemicznych).
Pakiet został opracowany w Zakładzie Informatyki Chemicznej (d. Katedra Informatyki Chemicznej i Chemii Fizycznej) Politechniki Rzeszowskiej, przez zespół w składzie: Zdzisław S. Hippe, Grzegorz Fic, Grażyna Nowak i Michał Mazur. 
Pakiet ten wywodzi się ze wcześniejszych programów opracowywanych w Politechnice Rzeszowskiej:
- SCANSYNTH (1974-1981) empiryczne projektowanie dróg syntez organicznych (ODRA 1305)
- SCANPHARM (1978-1985) logiczno-empiryczne projektowanie reakcji leków  (ODRA 1305, MERA 400)
- SCANMAT (1981-1989) logiczna symulacja reakcji organicznych (MERA 400, SM 3, VAX, IBM PC-MS DOS)
- ScanChem (1990-1997) logiczno-empiryczne projektowanie reakcji i syntez organicznych, (IBM PC-MS DOS)
- Common Sense Builder (1995-1997) logiczno-heurystyczna symulacja reakcji organicznych, moduł systemu SCANKEE   (IBM PC-MS DOS)
- CSB Chemical Sense Builder – (1997-...) multimodelowy i uczący się system do komputerowej symulacji reakcji chemicznych (MS Windows).